# Here I Go Again
Here I Go Again (на български: Тръгвам отново / Ето, тръгвам отново) е песен на английската хардрок група „Уайтснейк“. Композицията е написана от лидера на групата Дейвид Ковърдейл и китариста Бърни Марсдън. Първото ѝ издание е през 1982 година като част от албума Saints & Sinners.
През 1987 година, песента е презаписана и включена в мултиплатинения албум Whitesnake, с лека промяна в звученето в посока по-енергичен хардрок за разлика от блусарски ориентирания оригинал. Година по-късно през 1988 е направен нов презапис за радио излъчване.
През октомври 1987 година, Here I Go Again достига до номер 1 в класацията „Билборд Хот 100“. Композицията е включена от музикалната медийна компания VH1 на 17-о място сред стоте най-велики песни записани през 1980-те години.

## Варианти
1. 1982 година – оригинален запис с Бърни Марсдън на китарата (5:03)[2]
2. 1987 година – аранжимент с Джон Сайкс на китарата. Солото е изпълнено от Адриан Ванденберг (4:36)
3. 1988 година – аранжимент за радио версия с Дан Хъф на китарата. Този вариант е включен в сборния албум Greatest Hits от 1994 година (3:54)
4. 1997 година – акустична версия, записана за албумът Starkers in Tokyo с Адриан Ванденберг на китарата.

## Сингъл (1982)
А страна
1. Here I Go Again (Ковърдейл, Марсдън) – 5:03

Б страна
1. Bloody Luxury (Ковърдейл) – 3:29

## Сингъл (1987)
А страна
1. Here I Go Again – 4:36

Б страна
1. Guilty of Love –

## Музиканти (1982)
- Дейвид Ковърдейл – вокали
- Мики Мууди – китари
- Бърни Марсдън – китари
- Нийл Мъри – бас
- Джон Лорд – клавишни
- Иън Пейс – барабани

## Музиканти (1987)
- Дейвид Ковърдейл – вокали
- Джон Сайкс – китари
- Адриан Ванденберг – китари
- Нийл Мъри – бас
- Дон Еъри – клавишни
- Aynsley Dunbar – барабани